# District de Minieh-Denieh
Le caza de Miniyeh-Danniyeh est un district du Gouvernorat du Nord du Liban. Le chef-lieu du district est Minieh.

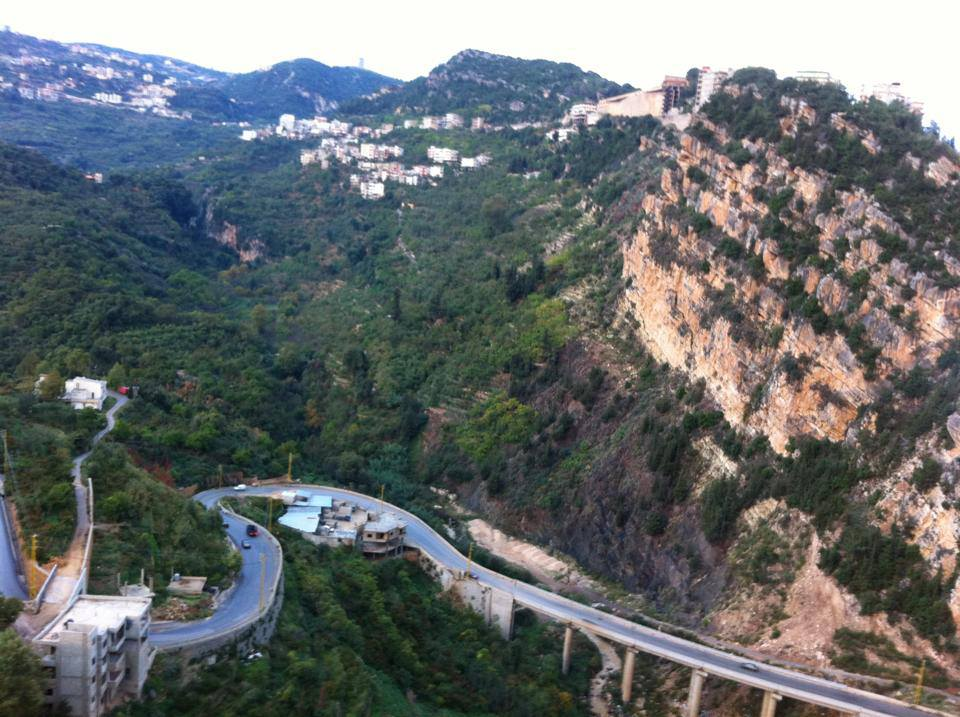
Une photo prise depuis le village de Taran à Dinniyeh, montrant le pont de Taran ainsi que les villages de Sir et Bakhoun

## Répartition confessionnelle des électeurs (2015)
https://www.almanar.com.lb/9564502
http://elnashra.com/elections/vote
| Confessions          | Pourcentage (2022) | Pourcentage (2015) |
| Chrétiens (total)    | 13,87 %            | 13,86 %            |
| -------------------- | ------------------ | ------------------ |
| Arméniens-orthodoxes | 0%                 | - %                |
| Grecs-orthodoxes     | 7,54 %             | 7,04 %             |
| Maronites            | 6,33 %             | 6,42 %             |
| Grecs-catholiques    | 0 %                | 0,15 %             |
| Autres chrétiens     | 0 %                | 0,25 %             |
| Musulmans (total)    | 86,12 %            | 86,14 %            |
| Sunnites             | 86,08 %            | 85,59 %            |
| Chiites              | 0,03 %             | 0,26 %             |
| Alaouites            | 0 %                | O,06 %             |
| Druze (total)        | 0,00 %             | 0 %                |